# Hans-Dieter Pophal
Hans-Dieter Pophal   (Berlín, 22 de novembre de 1937) és un saltador alemany, ja retirat, que va competir sota bandera de la República Democràtica Alemanya durant les dècades de 1950 i 1960.
En el seu palmarès destaca una medalla de plata en la prova del salt de trampolí de 3 metres del Campionat d'Europa de natació de 1962, així com nou títols nacionals d'Alemanya de l'Est de trampolí, el 1958 i de 1960 a 1967.
El 1960 va prendre part Jocs Olímpics d'Estiu de Roma, on fou vuitè en la prova del salt de trampolí de 3 metres de programa de salts. Quatre anys més tard, als Jocs de Tòquio, fou quart en la mateixa prova.